# Улица Ефимова (Санкт-Петербург)
Улица Ефи́мова — улица в Адмиралтейском районе Санкт-Петербурга. Проходит от Сенной площади до набережной реки Фонтанки.

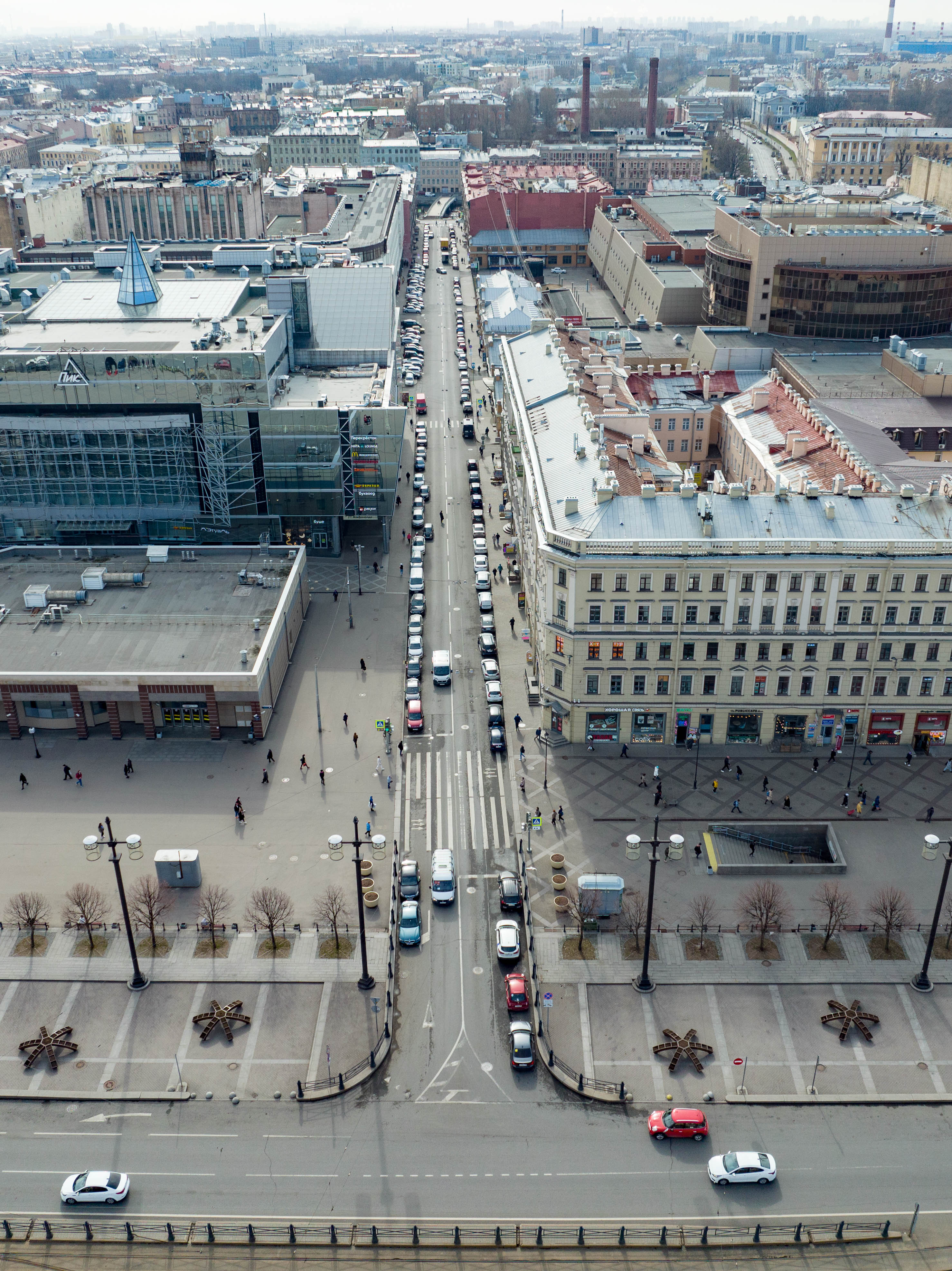
Вид на переулок с воздуха от Сенной площади

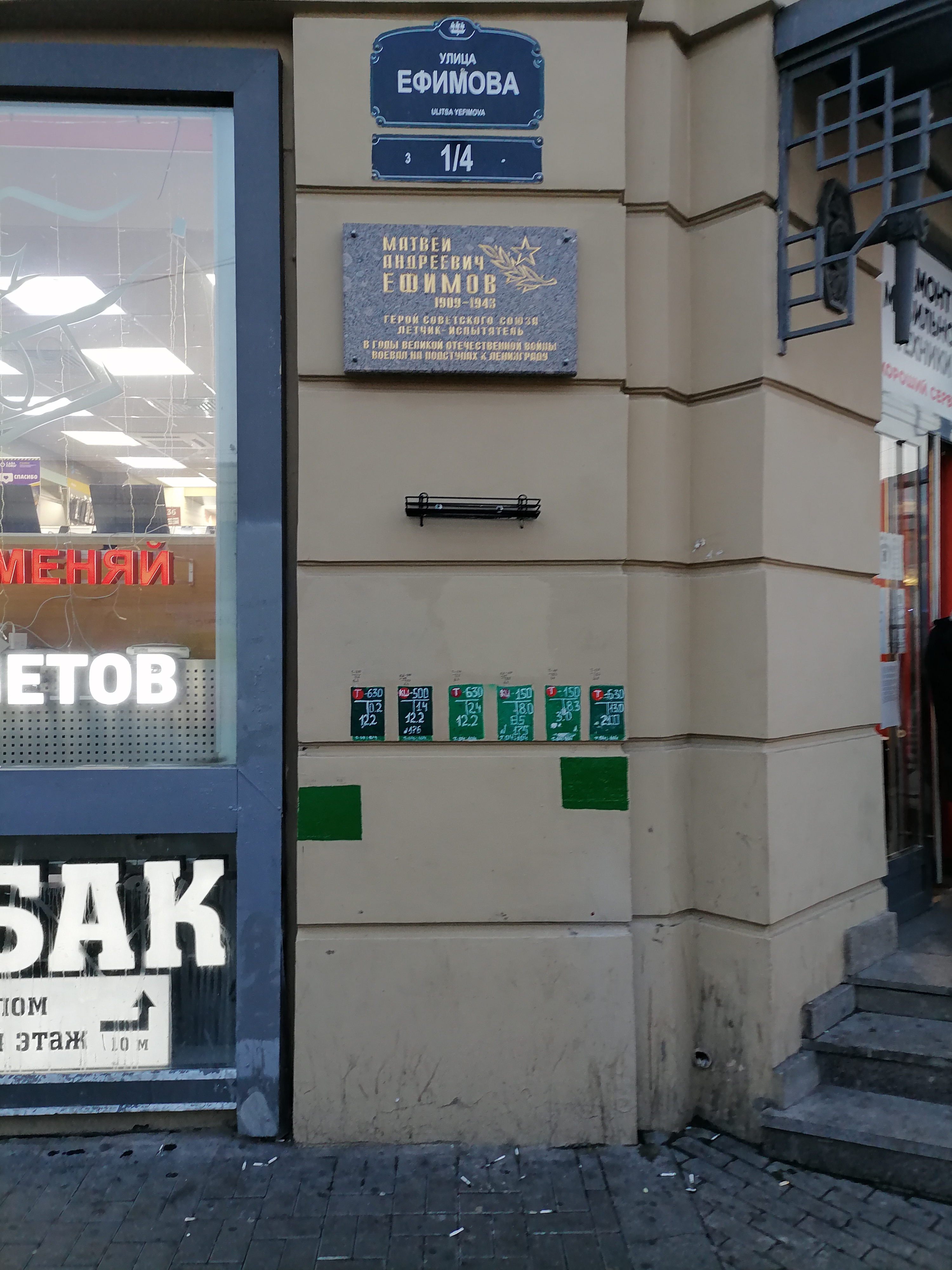

## История названия
7 мая 1880 года присвоено название Горсткина улица, по фамилии домовладельца (дома 4а, 3—5, 6) отставного поручика купца С. П. Горсткина, по его собственному прошению.
Современное название улица Ефимова получила 15 декабря 1952 года, в честь М. А. Ефимова, летчика, участника обороны Ленинграда, Героя Советского Союза.

## История
Улица возникла во второй половине XIX века, через дворовое место купца С. П. Горсткина. Купец за свой счёт устроил мостовую, тротуары и канализацию.

## Достопримечательности
- дом 3, литеры А, Д, Ж, С — бывшие склады и лавки Горсткина рынка, 1880—1883, сохранились 5 корпусов и фрагмент металлической ограды.  7832228000
- Горсткин мост через реку Фонтанка.